# Negenborn
Negenborn là một đô thị trong huyện Holzminden, bang Niedersachsen, Đức. Đô thị Negenborn có diện tích 9,87 km², dân số thời điểm ngày 31 tháng 12 năm 2006 là 749 người.